# Reichstagswahlkreis Königreich Württemberg 14

Die Wahlkreisaufteilung des Deutschen Reichs.

Der Reichstagswahlkreis Königreich Württemberg 14 (in der reichsweiten Durchnummerierung auch Reichstagswahlkreis 321; auch Reichstagswahlkreis Ulm genannt) war der vierzehnte Reichstagswahlkreis für das Königreich Württemberg für die Reichstagswahlen im Deutschen Reich und zum Zollparlament von 1868 bis 1918.

## Wahlkreiszuschnitt 1868
Bei der Zollparlamentswahl 1868 umfasste der Wahlkreis Königreich Württemberg 14 die Oberämter Nagold, Calw, Böblingen und Neuenbürg. Dieser Landesteil lag ab 1871 in den Reichstagswahlkreisen Königreich Württemberg 7 und 4. Der Wahlkreis für die Oberämter Geislingen, Heidenheim und Ulm verteile sich hingegen 1868 auf die Wahlkreise Königreich Württemberg 3 und 5. Um die räumliche Kontinuität besser abzubilden, zeigt dieser Artikel für die Wahl 1868 daher die Ergebnisse des Wahlkreises Königreich Württemberg 5.

## Wahlkreiszuschnitt ab 1871
Der Wahlkreis umfasste die Oberämter Geislingen, Heidenheim und Ulm.
| Jahr | Einwohner |
| ---- | --------- |
| 1890 | 129.579   |
| 1895 | 133.597   |
| 1900 | 140.714   |
| 1905 | 152.028   |
| 1910 | 162.483   |

|      | Landwirtschaft | Industrie und Gewerbe | Handel und Dienstleistungen |
| ---- | -------------- | --------------------- | --------------------------- |
| 1895 | 34,8           | 39,4                  | 25,9                        |
| 1907 | 29,9           | 46,0                  | 24,1                        |

|      | Evangelisch | Katholisch |
| ---- | ----------- | ---------- |
| 1890 | 74,0        | 25,3       |
| 1905 | 71,7        | 27,5       |
| 1910 | 71,0        | 28,2       |

Un Württemberg trat die NLP als Deutsche Partei auf. Die amtliche Statistik führte die Abgeordneten zur Vergleichbarkeit mit den Wahlergebnissen in anderen Teilen Deutschlands als NLP, auch waren die württembergischen Reichstagsabgeordneten Mitglieder der Reichstagsfraktion der NLP. Die Darstellung in diesem Artikel folgt dem.

## Abgeordnete
| Wahl                                    | Abgeordneter              | Partei | Bild |
| --------------------------------------- | ------------------------- | ------ | ---- |
| Zollparlamentswahl 1868 bis 1871 (WK 5) | Karl Freisleben           | DtVP   |      |
| Reichstagswahl 1871 bis 1877            | Robert Römer              | NLP    |      |
| Reichstagswahl 1877 bis 1881            | Karl von Heim             | DRP    |      |
| Reichstagswahl 1881 bis 1882            | Gottlob Friedrich Riekert | DRP    |      |
| Ersatzwahl 1882 bis 1884                | Hans Haehnle              | DtVP   |      |
| Reichstagswahl 1884 bis 1890            | Ludwig von Fischer        | NLP    | 0    |
| Reichstagswahl 1890 bis 1893            | Hans Haehnle              | DtVP   |      |
| Reichstagswahl 1893 bis 1898            | Nikolaus Bantleon         | NLP    | 0    |
| Reichstagswahl 1898 bis 1903            | Hans Haehnle              | DtVP   |      |
| Reichstagswahl 1903 bis 1912            | Christian Storz           | DtVP   | 0    |
| Reichstagswahl 1912 bis 1918            | Eugen Hähnle              | FVP    |      |

## Wahlen

### 1868
Es fanden zwei Wahlgänge statt. Die Zahl der abgegebenen gültigen Stimmen betrug im ersten Wahlgang 15.372.
| Kandidat        | Partei | Stimmen             | in % | Anmerkungen |
| --------------- | ------ | ------------------- | ---- | ----------- |
| Karl Freisleben | V      | ca. 1/3 der Stimmen | 0    | 0           |
| Robert Römer    | NLP    | ca. 1/3 der Stimmen | 0    | 0           |
| Graf Rechberg   | 0      | ca. 1/3 der Stimmen | 0    | 0           |

Die Zahl der abgegebenen gültigen Stimmen betrug in der Stichwahl 8370.
| Kandidat     | Partei | Stimmen | in % | Anmerkungen |
| ------------ | ------ | ------- | ---- | ----------- |
| Freisleben   | V      | 8205    | 0    | 0           |
| Robert Römer | NLP    | 165     | 0    | 0           |

### 1871
Es fand ein Wahlgang statt. 21.513 Männer waren wahlberechtigt. Die Zahl der abgegebenen gültigen Stimmen betrug 9357, 35 Stimmen waren ungültig. Die Wahlbeteiligung betrug 43,7 %.
| Kandidat     | Partei   | Stimmen | in % | Anmerkungen |
| ------------ | -------- | ------- | ---- | ----------- |
| Robert Römer | Lib      | 9162    | 0    | 0           |
| 0            | K        | 76      | 0    | 0           |
| 0            | V        | 29      | 0    | 0           |
| 0            | Sonstige | 90      | 0    | 0           |

### 1874
Es fand ein Wahlgang statt. 23.260 Männer waren wahlberechtigt. Die Zahl der abgegebenen gültigen Stimmen betrug 14.680, 50 Stimmen waren ungültig. Die Wahlbeteiligung betrug 63,3 %.
| Kandidat     | Partei   | Stimmen | in % | Anmerkungen |
| ------------ | -------- | ------- | ---- | ----------- |
| Robert Römer | Lib      | 8355    | 0    | 0           |
| Völker       | V        | 6316    | 0    | Fabrikant   |
| 0            | Sonstige | 9       | 0    | 0           |

### 1877
Es fand ein Wahlgang statt. 24.329 Männer waren wahlberechtigt. Die Zahl der abgegebenen gültigen Stimmen betrug 13.889, 83 Stimmen waren ungültig. Die Wahlbeteiligung betrug 57,4 %.
| Kandidat      | Partei   | Stimmen | in % | Anmerkungen |
| ------------- | -------- | ------- | ---- | ----------- |
| Karl von Heim | DRP      | 13.414  | 0    | 0           |
| 0             | S        | 188     | 0    | 0           |
| 0             | Zentrum  | 176     | 0    | 0           |
| 0             | Lib      | 33      | 0    | 0           |
| 0             | Sonstige | 78      | 0    | 0           |

### 1878
Es fand ein Wahlgang statt. 25.096 Männer waren wahlberechtigt. Die Zahl der abgegebenen gültigen Stimmen betrug 13.837, 91 Stimmen waren ungültig. Die Wahlbeteiligung betrug 55,5 %.
| Kandidat      | Partei   | Stimmen | in % | Anmerkungen |
| ------------- | -------- | ------- | ---- | ----------- |
| Karl von Heim | DRP      | 11.566  | 0    | 0           |
| von Rissingen | Zentrum  | 1507    | 0    | 0           |
| Dr. Dulk      | S        | 541     | 0    | 0           |
| Freisleben    | V        | 120     | 0    | 0           |
| 0             | Zentrum  | 58      | 0    | 0           |
| 0             | Sonstige | 45      | 0    | 0           |

### 1881
Es fand ein Wahlgang statt. 24.569 Männer waren wahlberechtigt. Die Zahl der abgegebenen gültigen Stimmen betrug 15.664, 90 Stimmen waren ungültig. Die Wahlbeteiligung betrug 64,1 %.
| Kandidat                  | Partei   | Stimmen | in % | Anmerkungen |
| ------------------------- | -------- | ------- | ---- | ----------- |
| Gottlob Friedrich Riekert | DRP      | 7975    | 0    | 0           |
| Hans Haehnle              | V        | 6203    | 0    | Fabrikant   |
| Graf von Waldburg-Zeil    | Zentrum  | 1398    | 0    | 0           |
| August Bebel              | S        | 89      | 0    | 0           |
| 0                         | Sonstige | 8       | 0    | 0           |

### Ersatzwahl 1882
Nachdem die letzte Wahl am 7. Juni 1882 als ungültig erklärt worden war, kam es zu einer Ersatzwahl am 3. Oktober 1882. Es fanden zwei Wahlgänge statt. Die Zahl der abgegebenen gültigen Stimmen betrug im ersten Wahlgang 14.841, 52 Stimmen waren ungültig. Die Wahlbeteiligung betrug 60,4 %.
| Kandidat     | Partei   | Stimmen | in % | Anmerkungen |
| ------------ | -------- | ------- | ---- | ----------- |
| Hans Haehnle | V        | 7344    | 0    | Fabrikant   |
| Magirus      | DRP      | 7182    | 0    | Fabrikant   |
| August Bebel | S        | 309     | 0    | 0           |
| 0            | Sonstige | 6       | 0    | 0           |

Die Zahl der abgegebenen gültigen Stimmen betrug in der Stichwahl 17.749, 51 Stimmen waren ungültig. Die Wahlbeteiligung betrug 72,2 %.
| Kandidat     | Partei | Stimmen | in % | Anmerkungen |
| ------------ | ------ | ------- | ---- | ----------- |
| Hans Haehnle | V      | 9967    | 0    | Fabrikant   |
| Magirus      | DRP    | 7782    | 0    | Fabrikant   |

### 1884
Es fand ein Wahlgang statt. 24.707 Männer waren wahlberechtigt. Die Zahl der abgegebenen gültigen Stimmen betrug 19.139, 56 Stimmen waren ungültig. Die Wahlbeteiligung betrug 77,7 %
| Kandidat           | Partei   | Stimmen | in % | Anmerkungen |
| ------------------ | -------- | ------- | ---- | ----------- |
| Ludwig von Fischer | NLP      | 9777    | 0    | 0           |
| 0                  | V        | 9238    | 0    | 0           |
| 0                  | S        | 118     | 0    | 0           |
| 0                  | Sonstige | 5       | 0    | 0           |

### 1887
Ludwig von Fischer wurde von den Kartellparteien NLP und Konservative unterstützt. Es fand ein Wahlgang statt. 25.220 Männer waren wahlberechtigt. Die Zahl der abgegebenen gültigen Stimmen betrug 19.014, 207 Stimmen waren ungültig. Die Wahlbeteiligung betrug 76,2 %
| Kandidat           | Partei   | Stimmen | in % | Anmerkungen |
| ------------------ | -------- | ------- | ---- | ----------- |
| Ludwig von Fischer | NLP      | 15.564  | 0    | 0           |
| 0                  | Zentrum  | 1559    | 0    | 0           |
| 0                  | Zentrum  | 920     | 0    | 0           |
| 0                  | S        | 863     | 0    | 0           |
| 0                  | Sonstige | 108     | 0    | 0           |

### 1890
Ludwig von Fischer wurde erneut von NLP und Konservative unterstützt. Es fanden zwei Wahlgänge statt. 25.534 Männer waren wahlberechtigt. Die Zahl der abgegebenen gültigen Stimmen betrug im ersten Wahlgang 20.776, 71 Stimmen waren ungültig. Die Wahlbeteiligung betrug 81,4 %
| Kandidat           | Partei   | Stimmen | in %   | Anmerkungen |
| ------------------ | -------- | ------- | ------ | ----------- |
| Hans Haehnle       | DVP      | 7696    | 37,2 % | 0           |
| Ludwig von Fischer | NLP      | 9757    | 47,1 % | 0           |
| Adam Dietrich      | SPD      | 1503    | 7,3 %  | 0           |
| Adolf Gröber       | Zentrum  | 1738    | 8,4 %  | 0           |
| 0                  | Sonstige | 11      | 0,0 %  | 0           |

In der Stichwahl rief das Zentrum zur Wahl des linksliberalen Kandidaten auf. Die Zahl der abgegebenen gültigen Stimmen betrug in der Stichwahl 22.277, 50 Stimmen waren ungültig. Die Wahlbeteiligung betrug 87,2 %
| Kandidat           | Partei | Stimmen | in %   | Anmerkungen |
| ------------------ | ------ | ------- | ------ | ----------- |
| Hans Haehnle       | DVP    | 11.626  | 53,3 % | 0           |
| Ludwig von Fischer | NLP    | 10.601  | 47,7 % | 0           |

### 1893
Erneut unterstützten die Konservativen einen Kandidaten der NLP. Es fand ein Wahlgang statt. 26.300 Männer waren wahlberechtigt. Die Zahl der abgegebenen gültigen Stimmen betrug 20.795, 67 Stimmen waren ungültig. Die Wahlbeteiligung betrug 79,1 %
| Kandidat          | Partei   | Stimmen | in %   | Anmerkungen |
| ----------------- | -------- | ------- | ------ | ----------- |
| Hans Haehnle      | DVP      | 5989    | 28,9 % | 0           |
| Nikolaus Bantleon | NLP      | 10.383  | 50,1 % | 0           |
| Adam Dietrich     | SPD      | 2697    | 13,0 % | 0           |
| Adolf Gröber      | Zentrum  | 1644    | 7,9 %  | 0           |
| 0                 | Sonstige | 15      | 0,1 %  | 0           |

### Ersatzwahl 1895
Nachdem das Mandat für Bantleon vom Reichstag im Rahmen der Wahlprüfung aberkannt wurde, kam es zu einer Ersatzwahl am 30. April 1895. Da das Wahlprogramm von Ehmann nicht mit der NLP abgestimmt war, war er offiziell kein Kandidat der NLP. Die NLP rief aber deutlich zu seiner Wahl auf. Es fanden zwei Wahlgänge statt. 26.752 Männer waren wahlberechtigt. Die Zahl der abgegebenen gültigen Stimmen betrug im ersten Wahlgang 14.694, 84 Stimmen waren ungültig. Die Wahlbeteiligung betrug 54,9 %
| Kandidat      | Partei   | Stimmen | in %   | Anmerkungen       |
| ------------- | -------- | ------- | ------ | ----------------- |
| Hans Haehnle  | DVP      | 6035    | 41,3 % | 0                 |
| Ehmann        | DRP      | 6516    | 44,6 % | Baurat, Stuttgart |
| Adam Dietrich | SPD      | 2016    | 13,8 % | 0                 |
| Adolf Gröber  | Zentrum  | 24      | 0,2 %  | 0                 |
| 0             | Sonstige | 19      | 0,1 %  | 0                 |

In der Stichwahl rief das Zentrum zur Wahl des linksliberalen Kandidaten auf. Die Zahl der abgegebenen gültigen Stimmen betrug in der Stichwahl 17.345, 95 Stimmen waren ungültig. Die Wahlbeteiligung betrug 64,8 %
| Kandidat     | Partei | Stimmen | in %   | Anmerkungen |
| ------------ | ------ | ------- | ------ | ----------- |
| Hans Haehnle | DVP    | 9626    | 55,8 % | 0           |
| Ehmann       | DRP    | 7624    | 44,2 % | 0           |

### 1898
Kommerzienrat Hartmann wurde von Konservativen, NLP und BdL unterstützt. Es fanden zwei Wahlgänge statt. 27.793 Männer waren wahlberechtigt. Die Zahl der abgegebenen gültigen Stimmen betrug im ersten Wahlgang 18.857, 51 Stimmen waren ungültig. Die Wahlbeteiligung betrug 67,8 %
| Kandidat        | Partei   | Stimmen | in %   | Anmerkungen           |
| --------------- | -------- | ------- | ------ | --------------------- |
| Hans Haehnle    | DVP      | 4706    | 25,0 % | 0                     |
| Albert Hartmann | NLP      | 8021    | 42,7 % | Fabrikant, Heidenheim |
| Adam Dietrich   | SPD      | 3640    | 19,4 % | 0                     |
| Adolf Gröber    | Zentrum  | 2430    | 12,9 % | 0                     |
| 0               | Sonstige | 9       | 0,0 %  | 0                     |

In der Stichwahl rief das Zentrum sowie die SPD zur Wahl des linksliberalen Kandidaten auf. Die Zahl der abgegebenen gültigen Stimmen betrug in der Stichwahl 19.487, 62 Stimmen waren ungültig. Die Wahlbeteiligung betrug 70,1 %
| Kandidat        | Partei | Stimmen | in %   | Anmerkungen |
| --------------- | ------ | ------- | ------ | ----------- |
| Hans Haehnle    | DVP    | 10.466  | 53,9 % | 0           |
| Albert Hartmann | NLP    | 8959    | 46,1 % | 0           |

### 1903
Das Kartell war zerbrochen und die ehemaligen Kartellparteien stellten jeweils eigene Kandidaten auf. Es fanden zwei Wahlgänge statt. 30.526 Männer waren wahlberechtigt. Die Zahl der abgegebenen gültigen Stimmen betrug im ersten Wahlgang 22.971, 37 Stimmen waren ungültig. Die Wahlbeteiligung betrug 75,3 %
| Kandidat        | Partei   | Stimmen | in %   | Anmerkungen          |
| --------------- | -------- | ------- | ------ | -------------------- |
| Christian Storz | DVP      | 4601    | 20,1 % | 0                    |
| Eugen Nübling   | BdL      | 3371    | 14,7 % | 0                    |
| Hartmann        | NLP      | 4524    | 19,7 % | 0                    |
| Adam Dietrich   | SPD      | 6524    | 28,4 % | 0                    |
| R. Metzler      | Zentrum  | 3897    | 17,0 % | Landgerichtsrat, Ulm |
| 0               | Sonstige | 17      | 0,1 %  | 0                    |

Das Zentrum rief zur Wahlenthaltung auf, da die DVP nicht für die Aufhebung des Jesuitengesetzes stimmen wollte. Die NLP unterstützte in der Stichwahl den linksliberalen Kandidaten. Die Zahl der abgegebenen gültigen Stimmen betrug in der Stichwahl 19.941, 148 Stimmen waren ungültig. Die Wahlbeteiligung betrug 65,3 %
| Kandidat        | Partei | Stimmen | in %   | Anmerkungen |
| --------------- | ------ | ------- | ------ | ----------- |
| Christian Storz | DVP    | 11.735  | 59,3 % | 0           |
| Adam Dietrich   | SPD    | 8058    | 40,7 % | 0           |

### 1907
Die NLP verzichtete auf einen eigenen Kandidaten und rief zur Wahl von Christian Storz auf. Es fanden zwei Wahlgänge statt. 32.712 Männer waren wahlberechtigt. Die Zahl der abgegebenen gültigen Stimmen betrug im ersten Wahlgang 25.287, 27 Stimmen waren ungültig. Die Wahlbeteiligung betrug 77,3 %
| Kandidat        | Partei   | Stimmen | in %   | Anmerkungen               |
| --------------- | -------- | ------- | ------ | ------------------------- |
| Körner          | BBd      | 2486    | 9,8 %  | Redakteur, MdL, Stuttgart |
| Christian Storz | DVP      | 10.932  | 43,3 % | 0                         |
| Adam Dietrich   | SPD      | 7288    | 28,9 % | 0                         |
| Sporer          | Zentrum  | 4543    | 18,0 % | Professor, Esslingen      |
| 0               | Sonstige | 11      | 0,0 %  | 0                         |

Das Zentrum gab vor der Stichwahl die Parole "Wahlfreiheit" aus, verbunden mit dem Hinweis, auf keinen Fall Storz zu wählen. Konservative und BdL forderten Wahlenthaltung. Die Zahl der abgegebenen gültigen Stimmen betrug in der Stichwahl 24.905, 75 Stimmen waren ungültig. Die Wahlbeteiligung betrug 76,1 %
| Kandidat        | Partei | Stimmen | in %   | Anmerkungen |
| --------------- | ------ | ------- | ------ | ----------- |
| Christian Storz | DVP    | 14.617  | 58,9 % | 0           |
| Adam Dietrich   | SPD    | 10.213  | 41,1 % | 0           |

### 1912
Nach langen Verhandlungen einigten sich die liberalen Parteien auf Haehnle als gesamtliberalen Kandidaten. Auch die rechten Parteien konnten sich auf einen gemeinsamen Kandidaten. Es fanden zwei Wahlgänge statt. 35.334 Männer waren wahlberechtigt. Die Zahl der abgegebenen gültigen Stimmen betrug im ersten Wahlgang 30.054, 58 Stimmen waren ungültig. Die Wahlbeteiligung betrug 85,1 %
| Kandidat          | Partei   | Stimmen | in %   | Anmerkungen |
| ----------------- | -------- | ------- | ------ | ----------- |
| Eugen Hähnle      | FoVP     | 10.329  | 34,4 % | 0           |
| Andreas Graf      | K        | 10.064  | 33,6 % | 0           |
| Friedrich Göhring | SPD      | 9592    | 32,0 % | 0           |
| 0                 | Sonstige | 11      | 0,0 %  | 0           |

Die SPD rief in der Stichwahl für den liberalen Kandidaten auf. Die Zahl der abgegebenen gültigen Stimmen betrug in der Stichwahl 29.016, 283 Stimmen waren ungültig. Die Wahlbeteiligung betrug 82,1 %
| Kandidat     | Partei | Stimmen | in %   | Anmerkungen |
| ------------ | ------ | ------- | ------ | ----------- |
| Eugen Hähnle | FoVP   | 16.759  | 58,3 % | 0           |
| Andreas Graf | K      | 11.974  | 41,7 % | 0           |